# Melanthia exserens
Melanthia exserens är en fjärilsart som beskrevs av Eugen Wehrli 1931. Melanthia exserens ingår i släktet Melanthia och familjen mätare. Inga underarter finns listade i Catalogue of Life.